# Yingshan, Fujian
Yingshan (kinesiska: 英山) är en socken i sydöstra Kina. Den ligger i Zherong härad i staden Ningde i provinsen Fujian, omkring 140 kilometer norr om provinshuvudstaden Fuzhou. Antalet invånare är 4 083. Befolkningen består av 1 861 kvinnor och 2 222 män. Barn under 15 år utgör 14,0 %, vuxna 15-64 år 70 %, och äldre över 65 år 14,0 %.